# اجازه استفاده از نیروی نظامی علیه تروریست‌ها
اجازهٔ استفاده از نیروی نظامی علیه تروریست‌ها (انگلیسی: Authorization for Use of Military Force Against Terrorists) Pub. L. 107-40, codified at 115 Stat. 224 و تصویب شده به عنوان قطعنامه مشترک ۲۳ از سوی کنگره ایالات متحده آمریکا در ۱۴ سپتامبر ۲۰۰۱، اجازه استفاده از نیروهای نظامی ایالات متحده آمریکا را علیه مسببین حملات ۱۱ سپتامبر و هر «نیروی مرتبط» را می‌دهد. این اجازه به رئیس‌جمهور ایالات متحده آمریکا اجازهٔ استفاده از هر نیروی ضروری و مناسب را علیه کسانی می‌دهد که او تعیین کند حملات ۱۱ سپتامبر را «طرح‌ریزی، مرتکب یا کمک رسانی کرده باشند» یا به چنین افراد یا گروه‌هایی پناه داده باشند.
رئیس‌جمهور جرج دابلیو بوش این اجازه استفاده از نیروی نظامی را در ۱۸ سپتامبر ۲۰۰۱ امضا کرد. تا دسامبر ۲۰۱۵، این اجازه به عنوان مجوز کنگره برای استفاده از نیروها علیه داعش و دیگر گروه‌های ستیزه‌جوی اسلامگرا به کار گرفته شده‌است.